# Christoph Wilhelm von Kalckstein
Christoph Wilhelm von Kalckstein (17 de octubre de 1682 - 2 de junio de 1759) fue un conde, mariscal de campo, profesor prusiano y educador del rey Federico II de Prusia.

## Carrera militar
Kalckstein nació en Ottlau, cerca de Marienwerder, en la Prusia Ducal, siendo hijo de Christoph Albrecht von Kalckstein, terrateniente de Knauten, Wogau y Schloditten cerca de Pr. Eylau, y de Marie Agnes von Lehwaldt. Era el nieto de Albrecht von Kalckstein y sobrino de Christian Ludwig von Kalckstein, antiguos oponentes de Federico Guillermo, Elector y Duque de Brandeburgo-Prusia. 
Kalckstein se unió al Regimiento de Granaderos de Hesse-Kassel en 1702, tomando parte en la Guerra de Sucesión Española en 1704 y convirtiéndose en adjunto del Príncipe Federico de Hesse-Kassel, el futuro rey Federico I de Suecia. En 1709 Kalckstein entró en el Ejército prusiano y pasó a ser Mayor en el propio Regimiento del Rey (Leibregiment zu Fuss). En 1712 conquistó la ciudadela de Moers con solo 300 hombres y luchó contra Suecia en la Gran Guerra del Norte en Pomerania en 1715. Fue promovido a teniente coronel el 15 de noviembre de 1715.

## Educador de Federico II de Prusia
Después de su promoción a Coronel el 17 de agosto de 1718, Kalckstein fue asignado como educador del príncipe de la corona prusiano, Federico. En este puesto se convirtió en conciliador en el conflicto entre el rey Federico Guillermo I y su hijo. No obstante, se le ordenó mantener una estricta vigilancia sobre el príncipe de la corona. Después de la muerte de su mujer, Christophera Erna Lukretia Brandt von Lindau, el 25 de enero de 1729, fue librado de este puesto. 

## Carrera posterior
Kalckstein se convirtió en Comandante en Jefe de una Regimiento de Infantería, Mayor General el 2 de mayo de 1733, y Teniente General el 3 de febrero de 1741. A partir del 5 de noviembre de 1736 fue el supervisor del hospital de la Charité en Berlín. En las Guerras de Silesia combatió en Mollwitz, Chotusitz y en Hohenfriedeberg, se convirtió en gobernador de la Fortaleza de Glogau, y recibió la Orden del Águila Negra. El 24 de mayo de 1747 fue seleccionado al rango de Generalfeldmarschall.
Después de la muerte del Príncipe de la Corona Augusto Guillermo en 1758, Federico II eligió a Kalckstein como tutor y educador del futuro rey Federico Guillermo II y sus hermanos.
Kalckstein murió en Berlín y fue enterrado en la Iglesia de la Guarnición en Berlín (Garnisonkirche).